# Civita di Bagnoregio
Bagnoregio es una localidad y comuna de Italia ubicada en la región de Lacio, provincia de Viterbo. Su población es de 3683 habitantes.

## Evolución demográfica
| Gráfica de evolución demográfica de Civita di Bagnoregio entre 1861 y 2001 |
|                                                                            |
| Fuente ISTAT - elaboración gráfica de Wikipedia                            |

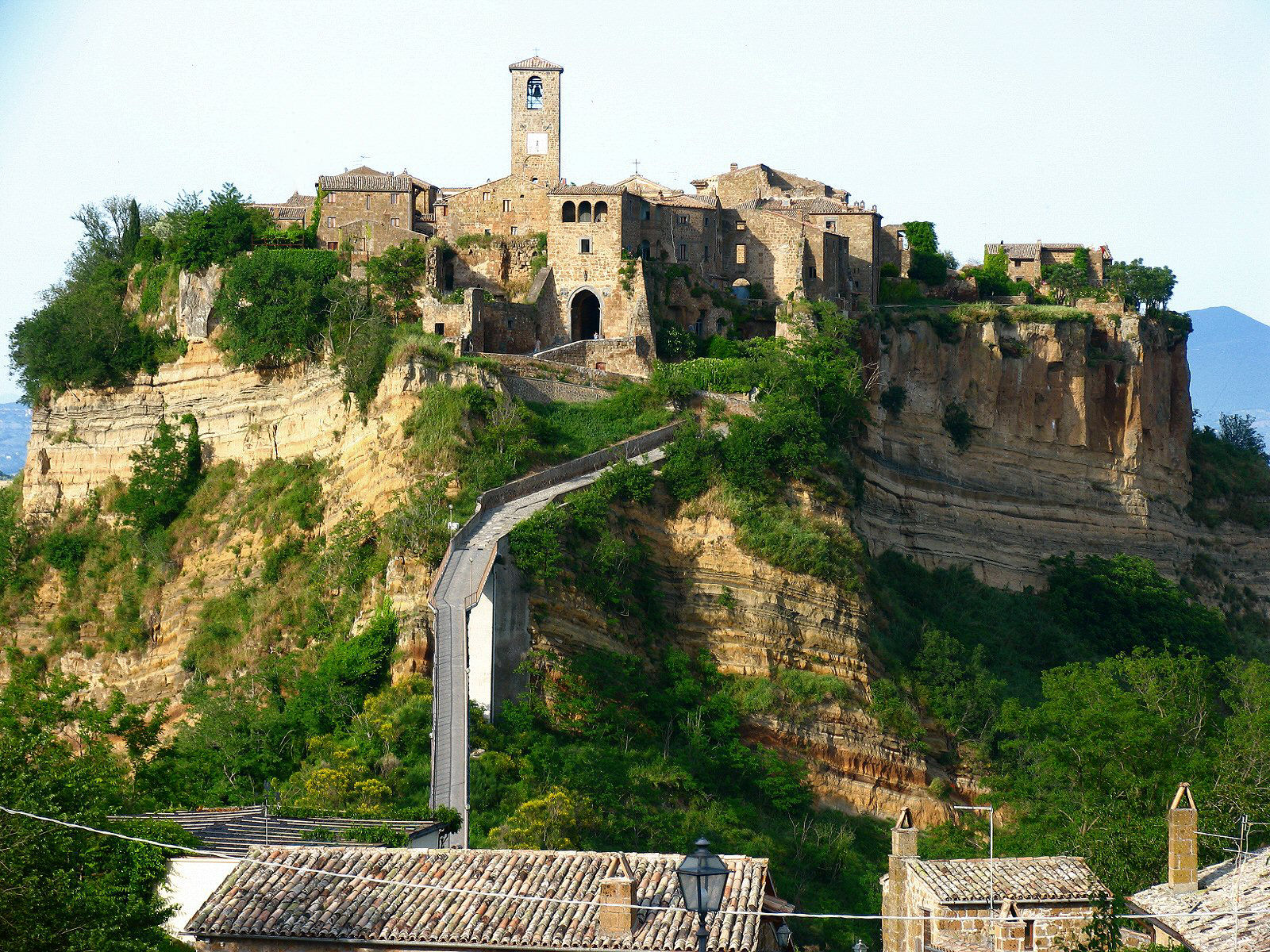
Civita di Bagnoregio

Una de las fracciones del Municipio de Bagnoregio, denominada Civita di Bagnoregio, es un asentamiento que data de la Edad Media, y que hoy cuenta con solo 10 habitantes.